# Pycnoscelus rothi
Pycnoscelus rothi är en kackerlacksart som beskrevs av Anisyutkin 2002. Pycnoscelus rothi ingår i släktet Pycnoscelus och familjen jättekackerlackor.
Artens utbredningsområde är Kambodja. Inga underarter finns listade i Catalogue of Life.